# 3 Monts
La  Trois Monts, commercializzata e nota come 3 Monts, è una bière de garde prodotta nella regione delle Fiandre francesi.

## Storia
La birra 3 Monts nasce nel villaggio di Saint-Sylvestre-Cappel in Francia. La produzione iniziò nell'adiacente monastero trappista, poi trasferita nel 1918 nella fabbrica del fondatore della brasseria, Remy Ricour. Il nome si ispira alla presenza delle tre colline nei pressi del villaggio (mont Cassel, mont des Cats e mont des Récollets.
Quando Rémi Ricour insieme alla moglie Mary Savage acquistarono la brasseria, nel 1920, la birra prodotta era di bassa gradazione, dal sapore non stabile e venduta in barili. Durante la seconda guerra mondiale, l'azienda transita al figlio di Rémi e di Mary, Pierre Ricour, che adotta nuove tecniche apprese durante i suoi studi nella scuola brassicola di Nancy e in vari viaggi. Dal 1950 l'azienda inizia ad espandersi; anche la birra si evolve, aumentando la gradazione. Tra le birre prodotte si aggiungono gli stili bock e pilsener. La ricetta della 3 Monts viene messa a punto dai Pierre e dai figli nel 1984 riscoprendo l'alta fermentazione la tradizionale ale francese. L'azienda continua ad essere gestita dai discendenti di Rémi Ricour.

## Descrizione
La birra soprannominata "la golden ale delle Fiandre", è una birra classificabile come bière de garde. Seppure si tratta di una birra ad alta fermentazione, viene trattata con lo stesso metodo di produzione delle birre lager (a bassa fermentazione) mantenuta a una temperatura di 0 °C per un mese. Viene prodotta con malto primaverile francese, luppolo francese e tedesco in quasi uguali quantità. Il sapore è aromatico fortemente terroso.

## Altre birre della brasseria

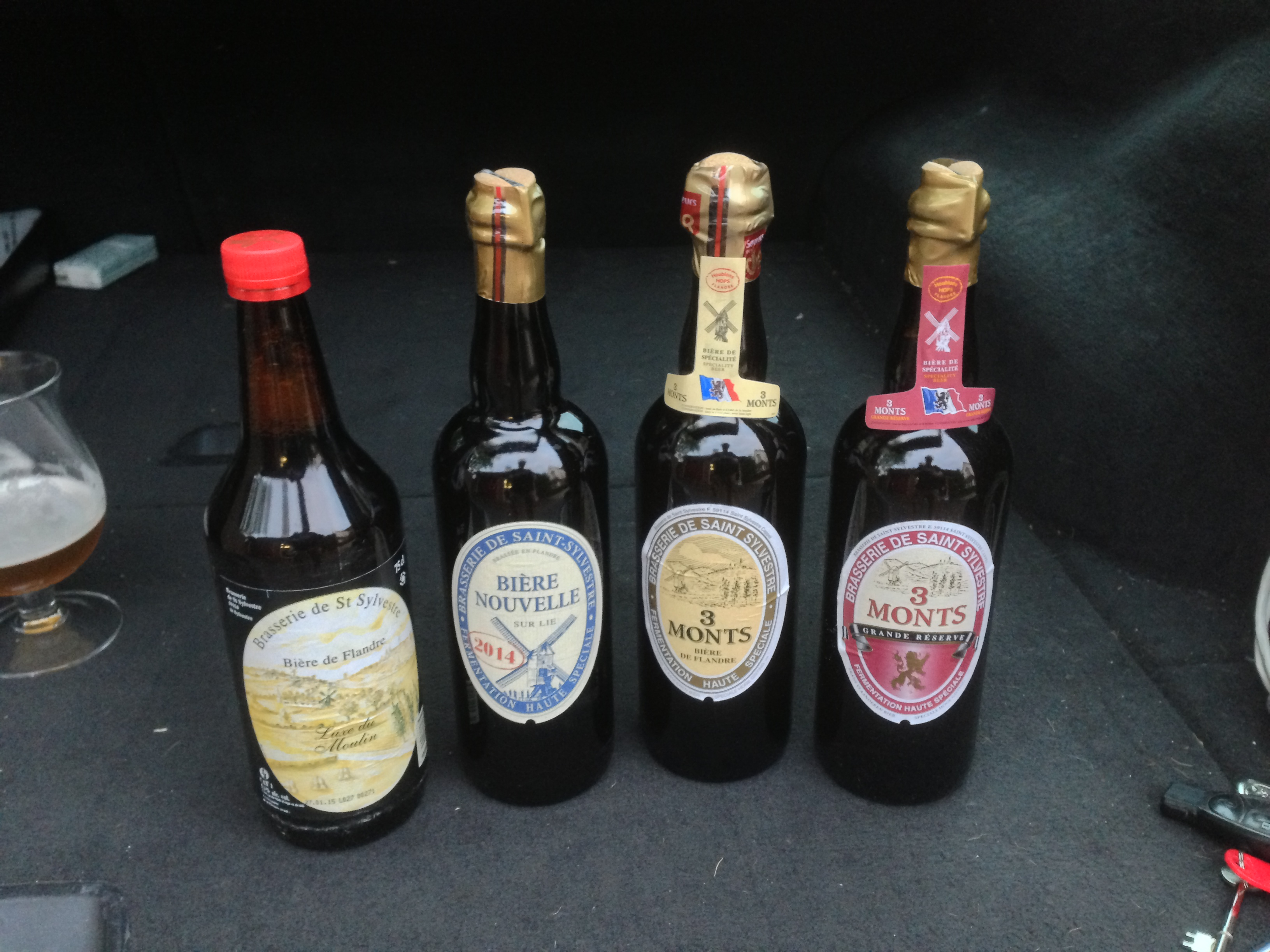
Altri tipi di birra prodotti con la vecchia etichetta

Oltre alla classica bionda, la brasseria produce anche una triple, una saison, un'ambrata, una biologica, una novella, una birra invernale e una linea denominata "heritage".